# Wacław Sierpiński
Wacław Sierpiński   (Varsòvia, 14 de març de 1882 - Varsòvia, 21 d'octubre de 1969) va ser un matemàtic polonès, nascut i mort a Varsòvia. Va ser un matemàtic conegut per les seves excepcionals aportacions a la teoria de conjunts (l'axioma d'elecció i la hipòtesi del continu), en teoria de nombres, teoria de funcions i topologia. Va publicar més de 700 articles i 50 llibres.

## Vida i Obra
Sierpinski, nascut a Varsòvia quan formava part de l'Imperi Rus, era fill d'un conegut metge de la ciutat. Va estudiar entre 1900 i 1904 a la universitat de Varsòvia amb el professor rus, especialista en teoria de nombres, GF Voronoi, obtenint excel·lents qualificacions. Després d'un curs fent de professor de secundària a Varsòvia, va anar a la universitat Jagellònica de Cracòvia (en aquell temps de l'Imperi Austrohongarès) on va obtenir el doctorat el 1907 amb una tesi de teoria de nombres, escrita anteriorment a Varsòvia.
El 1908 va obtenir l'habilitació docent de la universitat de Lwow i dos anys després va ser nomenat professor titular d'aquesta universitat. En aquests anys es va iniciar el seu interès per la teoria de conjunts quan en resposta a una carta seva a Tadeusz Banatxiewicz (en aquell temps a Göttingen) preguntant-li sobre el sorprenent teorema de l'existència d'una aplicació bijectiva entre la recta i el pla, va rebre com a enigmàtica resposta una única paraula: Cantor.
En esclatar la Primera Guerra Mundial (1914) es trobava a Rússia i va ser detingut com estranger enemic a Viatka, però va ser ràpidament transferit a Moscou a requeriment dels seus col·legues matemàtics russos. Durant la guerra va iniciar una fructífera col·laboració amb el matemàtic rus Nikolai Luzin en el camp dels conjunts analítics i projectius. El febrer de 1918 va retornar a Lwow (actualment Lviv, Ucraïna) però aviat va rebre una invitació de la universitat de Varsóvia, de la qual va ser professor la resta de la seva vida acadèmica. A Varsòvia, juntament amb Zygmunt Janiszewski i Stefan Mazurkiewicz, va fundar el 1920 la prestigiosa revista Fundamenta Mathematicae de la qual va ser editor durant molts anys.
Tres coneguts fractals duen el seu nom (el triangle de Sierpiński, la catifa de Sierpiński i la corba de Sierpiński).

Els set primers passos en la creació del triangle de Sierpiński.